# Världsmästerskapen i mountainbikeorientering 2007
Världsmästerskapen i mountainbikeorientering 2007 avgjordes i Nove Mesto i Tjeckien den 5-12 augusti 2007. DEtta var det första mästerskapet man cyklade sprintdistans, därmed är det nu fyra distanser i MTB-O VM.

## Medaljörer

### Herrar

#### Sprint[1]
1. Torbjørn Gasbjerg,  Danmark, 15.05
2. Jérémie Gillmann,  Frankrike, 15.15
3. Anton Foliforov,  Ryssland, 15.17

#### Medeldistans[1]
1. Mika Tervala,  Finland, 50.21
2. Jérémie Gillmann,  Frankrike, 52.44
3. Lubomír Tomecek,  Tjeckien, 52.46

#### Långdistans[1]
1. Ruslan Gritsan,  Ryssland, 1:26.48
2. Lasse Brun Pedersen,  Danmark, 1:29.45
3. Jaroslav Rygl  Tjeckien, 1:31.50

#### Stafett[1]
1. Frankrike (Stéphane Toussaint, Matthieu Barthelemy, Jérémie Gillmann), 2:11.57
2. Tjeckien (Martin Ševèík, Jaroslav Rygl, Lubomír Tomeèek), 2:12.26
3. Danmark (Lasse Brun Pedersen, Torbjørn Gasbjerg, Søren Strunge), 2:13.11

### Damer

#### Sprint[1]
1. Ksenia Chernykh,  Ryssland, 13.51
2. Michaela Gigon,  Österrike, 14.27
3. Hana Bajrošová,  Slovakien, 14.39

#### Medeldistans[1]
1. Ksenia Chernykh,  Ryssland, 46.45
2. Hana Bajtošová,  Slovakien, 47.39
3. Markéta Jirásková ,  Tjeckien, 47.41

#### Långdistans[1]
1. Michaela Gigon,  Österrike, 1:32.10
2. Ksenia Chernykh,  Ryssland, 1:34.09
3. Christine Schaffner,  Schweiz, 1:35.25

#### Stafett[1]
1. Finland (Taija Jäppinen, Ingrid Stengård, Päivi Tommola), 1:54.38
2. Ryssland (Anna Ustinova, Nadiya Mikryukova, Ksenia Chernykh), 1:58.22
3. Österrike (Elisabeth Hohenwarter, Sonja Zinkl, Michaela Gigon), 1:58.51